# 颱風海葵 (2023年)
颱風海葵（英語：Typhoon Haikui，國際編號：2311，聯合颱風警報中心：WP102023，菲律賓大氣地球物理和天文管理局：Hanna）是2023年太平洋颱風季第11個被命名的風暴。「海葵」一名由中國大陸提供，為一種形狀如花朵的海洋動物。
根據中央氣象局的紀錄，海葵是自2019年強烈熱帶風暴白鹿後，4年以來首個以「輕度颱風」或以上強度登陸臺灣的熱帶氣旋。海葵深入廣東內陸後，其殘餘低壓區演變為一道活躍低壓槽，為珠江口一帶帶來豪雨，當中香港更錄得破紀錄雨量，香港天文台亦發出自1992年設立暴雨警告系統後，生效時間最長的黑色暴雨警告信號。
因應「海葵」在中國造成災難性破壞，被中國在第56屆颱風委員會年會申請退役，在2024年2月舉行的第56次颱風委員會會議上獲該會接納把海葵從命名表中除名，以後將不再使用。在第57屆世界氣象組織颱風委員會會議中通過新名由「天馬（TIANMA）」取代。

## 發展過程

### 出身季风槽整合艰难
8月25日，一個熱帶擾動在關島西北西方海域生成，美國海軍研究實驗室給予擾動編號93W。
8月27日上午8時，日本氣象廳將其升格為熱帶低氣壓，並對其發布烈風警報。同時，台灣中央氣象局將其升格為熱帶低氣壓，給予編號TD12；聯合颱風警報中心將其評級提升為「中」。晚上11時，聯合颱風警報中心將其評級提升為「高」，並對其發布熱帶氣旋形成警報。
8月28日上午8時，日本氣象廳將其升格為熱帶風暴，給予國際編號2311，並命名「海葵」。同時，台灣中央氣象局將其升格為輕度颱風，香港天文台將其升格為熱帶低氣壓。晚上8時，聯合颱風警報中心將其升格為熱帶低氣壓，給予熱帶氣旋編號10W。同時，香港天文台將其升格為熱帶風暴。

### 垂直风切變影响 初期发展艰难
8月29日凌晨2時，海葵進入澳門氣象局職責範圍，氣象局將其評為熱帶風暴。同時，聯合颱風警報中心將其升格為熱帶風暴。上午8時，澳門氣象局將其升格為強烈熱帶風暴。下午2時，日本氣象廳、香港天文台及中國中央氣象台同時將其升格為強烈熱帶風暴。
受超強颱風蘇拉所帶來的垂直風切變影響，海葵多次構築底層眼的嘗試都以失敗告終，而副熱帶高壓亦抑制了海葵的流出，海葵的低層環流中心被中心冷雲蓋（CCC）所覆蓋，這是熱帶氣旋發展受風切阻礙的標誌。8月30日上午8時，香港天文台將其降格為熱帶風暴。
8月31日凌晨2時，香港天文台再次將其升格為強烈熱帶風暴。

### 近岸迅猛爆发 近巅峰登陆台湾
9月1日上午8時，日本氣象廳將其升格為颱風。同時，台灣中央氣象局將其升格為中度颱風。下午2時，香港天文台及澳門氣象局將其升格為颱風。晚上11時，中國中央氣象台將其升格為強颱風。此時，位於海葵西側的蘇拉正逐漸減弱，令海葵得以連接西南季風，加上垂直風切變減弱，海葵迅速發展，對流再次變得活躍，開始出現爆發性增強。
9月3日凌晨2時，香港天文台將其升格為強颱風。上午8時，澳門氣象局將其升格為強颱風。上午11時，中國中央氣象台將其升格為超強颱風。下午3時40分，台灣中央氣象局表示海葵於臺東縣東河鄉登陸，成為4年來首個登陸台灣的熱帶氣旋。晚上8時，台灣中央氣象局指海葵於高雄市梓官區附近出海，香港天文台和澳門氣象局則同時將其降格為颱風。
此時，海葵在高雄市西部近海附近呈現滯留打轉的現象，並於9月4日凌晨4時於高雄市左營區再次登陸，是自2014年熱帶風暴鳳凰後，9年來中心二次登陸台灣的風暴。而海葵在二次登陸後結構明顯受損，凌晨5時，台灣中央氣象局將其降格為輕度颱風。上午8時，海葵沿高雄市與台南市海岸線北上，於台南市七股區出海，並逐漸往西北西方向移動，亦是自2021年熱帶風暴盧碧後，2年以來首個由屏東楓港登陸台灣西部的熱帶氣旋。上午8時，日本氣象廳和香港天文台將其降格為強烈熱帶風暴。上午11時，澳門氣象局將其降格為強烈熱帶風暴。下午2時，日本氣象廳將其降格為熱帶風暴。同時，聯合颱風警報中心將其降格為熱帶風暴。晚上11時，香港天文台將其降格為熱帶風暴。

### 迅速减弱登陆中国大陆 大量水氣造就华南豪雨
9月5日，凌晨5時，澳門氣象局將其降格為熱帶風暴。凌晨5時20分，中國中央氣象台表示海葵於福建省漳州市東山縣沿海登陸，登陸時中心附近最大風力有8級（20米/秒） 。早上6時45分，中國中央氣象台表示海葵於廣東省潮州市饒平縣沿海再次登陸，登陸時中心附近最大風力有8級（18米/秒）。上午8時，日本氣象廳、台灣中央氣象局及香港天文台將其降格為熱帶低氣壓。上午11時，澳門氣象局將其降格為熱帶低氣壓。晚上8時，台灣中央氣象局將其降格為低壓區。晚上10時，香港天文台及澳門氣象局將其降格為低壓區。
9月6日下午2時，日本氣象廳將其降格為低壓區。下午5时，中國中央氣象台对其停止编号。

## 影響

### 臺灣
當地發布之颱風警報：海上陸上颱風警報

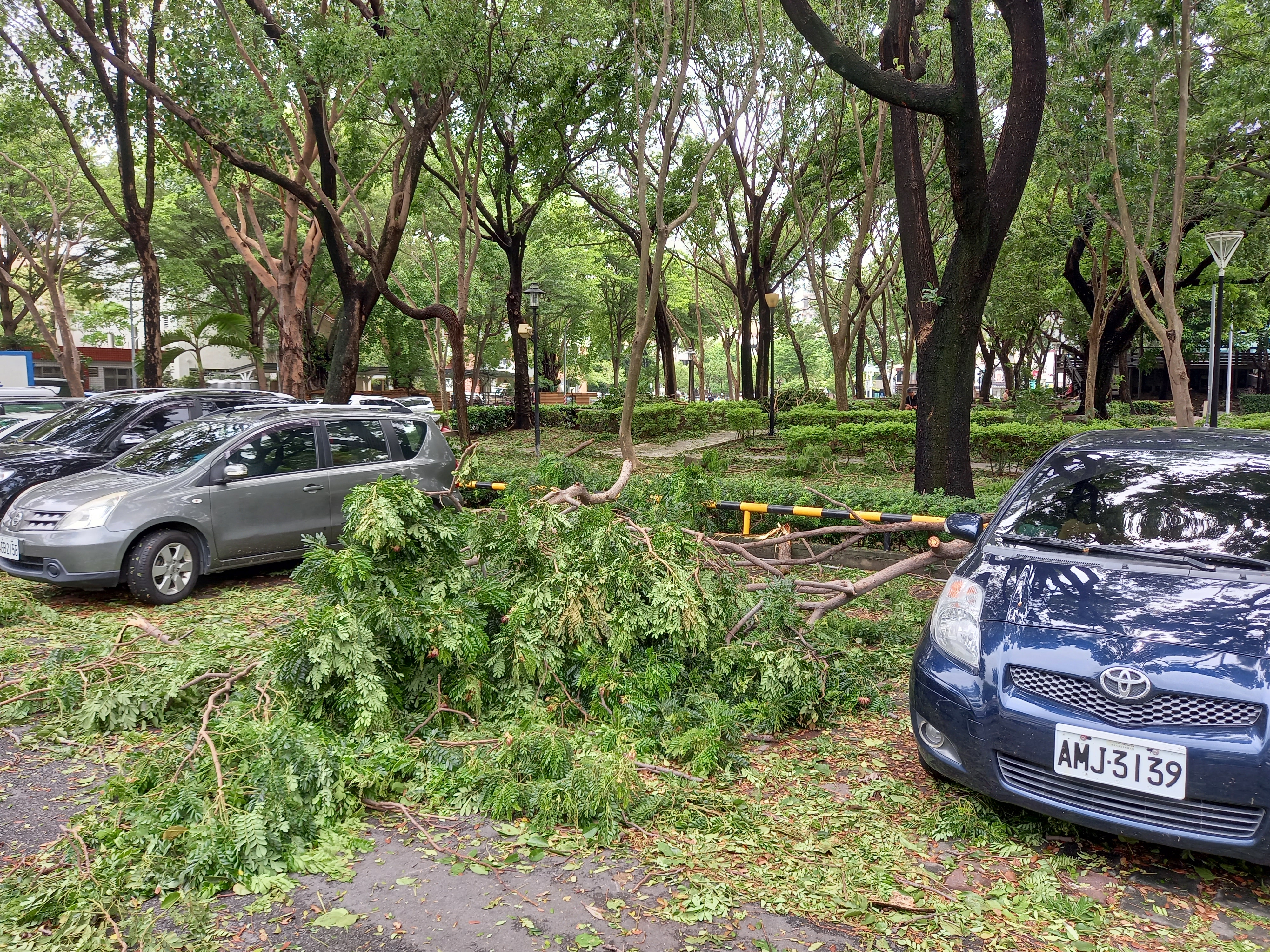

由於海葵逐漸接近臺灣，中央氣象局於9月1日20時30分發布海上颱風警報。海上警戒臺灣東北部海面、臺灣東南部海面、臺灣海峽南部、巴士海峽。
中央氣象局於9月2日11時30分發布陸上颱風警報，除了基隆市、臺北市、新北市、桃園市、金門縣、連江縣，其他縣市都是陸上警戒範圍。台灣8縣市停班停課。
9月3日晚間8時，台灣中央氣象局解除新竹縣、苗栗縣、宜蘭縣警戒區，新增金門縣納入警戒區。14縣市宣布週一（4日）停班課。
9月4日晚間8時30分，中央氣象局解除本島陸上警報。隔日（5日）上午5時30分再解除離島陸上颱風警報。上午8時30分解除海上颱風警報。
颱風海葵共造成128人受傷、2919件災情、及26萬7129戶停電。截至9月9日17時止農業產物及民間設施估計損失計12億220萬元。

### 中國大陸
中國國家氣象中心發布之最高颱風預警信號： 颱風紅色預警信號

#### 浙江省
随着台风“海葵”逐渐向中国东南沿海靠近，浙江省防指于8月31日18时30分调整防台风应急响应为Ⅳ级。随着台风对浙江省及沿海海面影响进一步减弱，9月4日19时，浙江省防指宣布结束防台风Ⅳ级应急响应。

#### 福建省
福建省氣象台發布之最高颱風預警信號： 颱風橙色預警信號
9月2日7时，福建省气象台继续发布“台风预警Ⅱ级”，继续发布防台风Ⅲ级应急响应。福建省已转移16.16万人，关闭景区景点138家、城市公园54个、在建工地2874个。关停沿海港口企业41家、水路客运18条、沿海岛际客渡运45条、内河渡口10道、公路客运11条。福建海事局启动防台Ⅱ级响应，四条两岸“小三通”客运航线全部停航；漳州市、厦门市、泉州市再度推迟中小学校、幼儿园秋季学期开学时间。南昌铁路局暂停运行杭深线管内漳州（不含）至诏安区段旅客列车。
9月5日，福建省气象台表示台风海葵于5时20分前后在福建漳州市东山县沿海登陆。福建省气象台7时将“台风预警”调整为Ⅳ级，继续发布“暴雨预警Ⅱ级”，之後又上調至暴雨预警一級。从9月4日开始，福建沿海地区出现暴雨到大暴雨，局部特大暴雨。福州市、莆田市全市中小学、幼儿园停课、停学一天。当天凌晨，福州市永泰县一消防车坠河，截至當天下午4时共有6人安全获救，2人殉職，1人失联。9月5日22时30分起，福州市人民政府防汛抗旱指挥部决定提升防暴雨Ⅱ级应急响应，要求在榕人员非必要人不出门、车不上路，确保安全。9月6日，福州全市中小学校（含中职学校）、幼儿园、培训机构继续停课、停学一天。9月6日6时30分起，福州市区公交、地铁临时停运，福州站、福州南站停运所有列车。在台风“海葵”影响下，福州观测站3小时、6小时累计降雨量均打破0519“龙王”影响期间的历史纪录。截至9月6日上午，此次持续强降雨已造成福州直接经济损失约5.521亿元人民币。福州全市共有147个乡镇不同程度受灾，紧急转移危险区域群众3.6万余人。在厦门，9月4日8时至9月5日8时，厦门站累计降水达到200.5毫米，是该站点累计降水历史第7位，是9月同期累计降水第1位。宁德市气象台則於9月5日18时35分继续发布“暴雨预警Ⅱ级”，宁德一村落被淹水深超3米。9月6日中午12时，因暴雨被冲走失联的永泰县公安局塘前派出所所长柯佳勇的遗体被找到。截至9月6日17时，海葵已造成福建159.16万人受灾，转移民众29.41万人；农作物受灾面积9949.71公顷，倒损房屋2537间，直接经济损失50.54亿元。

#### 广东省
廣東省氣象台發布之最高颱風預警信號： 颱風橙色預警信號

截至9月3日，惠州市、汕尾市、汕头市、揭阳市、潮州市启动防风应急响应。汕头、潮州中小学、幼儿园、托儿所、培训机构继续停课，这是继颱風蘇拉后，两地再次因台风天气而推迟开学日期。广铁集团停运部分列车，主要涉及途经杭深线的车次。9月5日，揭阳市全市中小学、幼儿园、校外教育培训机构停课。
受“海葵”残余环流影响，9月5日到9月7日12时，揭阳、汕尾、梅州、潮州累计雨量已经达到300毫米以上。9月7日，广东省局地仍有暴雨天气，深圳、惠州、汕尾、揭阳、河源、梅州等多个市县发布最高级别的暴雨红色预警信号。深圳市南山区、宝安区、光明区、珠江口和深圳湾累计雨量已达大暴雨，深圳市气象台于当日22时15分将上述区域分区暴雨橙色预警信号升级为红色。受突发暴雨影响，龙岗中心城出现严重水浸，当局提醒周边人员和车辆暂时不要前往。因深圳水库水位已接近汛限水位，9月8日0时15分，深圳水库开始排洪。9月7日17时至8日6时，深圳平均雨量202.8毫米，最大累计雨量469.0毫米（罗湖区东湖街道），打破了深圳市1952年有气象记录以来4项历史极值，24小时雨量仅次于2008年6.13特大暴雨。此次降雨持续时间超长，1小时雨量超过100毫米的时间达4小时；3小时雨量超100毫米达到8小时。深圳市各学校9月8日停课，羅湖區企事業單位和居住在羅湖區的居民停工一天。深圳地鐵宣布部分路線暫停營運，其餘區段維持有限度服務。深圳站負一樓進出站口因暴雨天氣被水淹浸，8日中午前無法正常組織旅客進出站，全市常規巴士、出租汽車包括巡遊車、網約車、道路客運車輛至當日中午12時前停止開往深圳站。此外，部分廣深城際動車同日早上起亦將停運。受強降雨影響，蓮塘口岸、文錦渡口岸地下設備間水浸，部分設施設備受損。上述兩口岸通關服務亦因此暫停。9月8日1时30分，广东省防汛防旱防风总指挥部决定将防汛IV级应急响应提升至Ⅱ级。截至9月8日7时24分，广东省已有60个市县生效暴雨红色预警。广州海珠、天河、番禺、南沙等4区暴雨红色预警信号生效，按指引应当停课；越秀、荔湾、黄埔、白云、花都、增城等6区暴雨橙色预警信号生效，按指引应当延迟上学。另外珠海、江门全市停课一天，佛山、东莞部分地区停课一天或半天。广州地铁3号线市桥站因积水临时关闭。

#### 广西壮族自治区
9月9日，受台风“海葵”残余环流影响，广西南部地区出现降雨，大多以小雨为主；强降雨集中在玉林北流、陆川、博白以及防城港上思等地，上述地区现大到暴雨，局地大暴雨。9月10日至11日，广西东南部仍将有强降雨天气出现，局地有暴雨到大暴雨。

### 菲律賓
當地發出之最高風暴信號：一號風暴信號

### 香港
當地發出之最高熱帶氣旋警告信號： 一號戒備信號
香港天文台在9月3日中午12時發出「特別天氣提示」，表示海葵已進入香港800公里範圍，會考慮在9月4日早上發出熱帶氣旋警告信號。天文台在當晚9時半更新「特別天氣提示」，表示海葵會在當日橫過台灣海峽，隨後大致移向廣東東部至福建南部沿岸一帶，並可能在該區登陸，其後其路徑及強度存在變數。
香港天文台在9月4日凌晨4時40分發出一號戒備信號，當時海葵集結在香港以東約610公里。天文台亦表示，當日發出更高熱帶氣旋警告信號的機會不大，隨後要視乎海葵的強度變化及與珠江口的距離，考慮是否需要發出更高熱帶氣旋警告信號。
香港天文台在9月5日下午1時45分表示，雖然香港普遍吹強風的機會較低，但是廣東東部沿岸海域初時仍間中吹強風，一號信號仍會維持一段時間。當海葵對香港的威脅解除時，天文台會取消所有熱帶氣旋警告信號。與海葵相關的雨帶會在未來一兩日影響華南沿岸。隨著海葵減弱，天文台在晚上8時45分表示會在短期內取消所有熱帶氣旋警告信號，並於晚上9時40分取消所有熱帶氣旋警告信號，當時海葵集結在香港之東北約250公里並減弱為低壓區。

#### 後續影響
受到與海葵殘餘相關的低壓槽影響，9月7日入夜後香港天氣急劇轉壞。天文台在晚上9時25分發出黃色暴雨警告信號，僅25分鐘後便在晚上9時50分發出紅色暴雨警告信號，再於晚上11時05分發出黑色暴雨警告信號，各區風力亦顯著增強。9月7日晚上11時44分，政府公佈接獲深圳有關當局通知，深圳水庫將於9月8日午夜12時正排洪，屆時新界部分地區可能出現水浸情況，相關的通報時間遠低政府文件記載需於排洪三小時前通知。 天文台總部於7日晚上11時至8日午夜12時錄得一小時雨量為158.1毫米，是自1884年有記錄以來的最高紀錄。政府在凌晨2時半表示將密切評估最新天氣、道路及公共交通服務的情況，並在早上6時前公佈是否須停工停課。政府於凌晨5時34分宣佈香港進入「極端情況」並維持至中午12時，及後於上午10時45分宣佈延長至下午6時，再於下午2時半表示「極端情況」將會延長至9日午夜12時。黑色暴雨警告最終歷時16小時35分鐘，是自1992年設立暴雨警告信號以來，黑色暴雨警告信號生效時間最長的一次。「極端情況」亦是自2019年設立以來首次發出。

### 澳門
當地發出之最高熱帶氣旋信號： 一號風球
地球物理暨氣象局在9月3日中午12時發出特別天氣信息，表示熱帶氣旋「海葵」將於未來兩日橫過台灣地區後進入南海，隨後大致移向福建或廣東東部沿岸。受其相關下沉氣流影響，未來兩日（週一及週二）日間天氣酷熱。由於「海葵」進入南海後的移動路徑及強度變化仍存在不確定性。下午6時，氣象局表示考慮於9月4日發出熱帶氣旋警告信號。
9月4日凌晨4時，氣象局正式發出一號風球，當時預計5日凌晨發出三號風球的可能性為較低。上午11時，“海葵”集結在澳門東北偏東約620公里，氣象局表示一號風球將在日間維持。
隨後一號風球生效時間數次延長，至9月5日下午5時，氣象局表示一號風球仍維持一段時間，當其減弱為低壓區後，將取消所有熱帶氣旋警告信號。澳門氣象局在9月5日晚上10時表示海葵已減弱為低壓區，隨即在晚上11時取消所有熱帶氣旋警告信號。

#### 後續影響
受“海葵”殘餘雨帶影響，澳門於9月7日起出現暴雨天氣，氣象局一度在下午4時40分至晚上8時30分曾經發出黃色暴雨警告信號，由於正值下班及放學晚高峰時段，多處道路出現交通擠塞情況，期間下環一帶出現輕微水浸，水深至腳眼，途人涉水而行甚狼狽，途經車輛亦濺起水花陣陣。9月8日凌晨起，澳門雨勢再度加大，氣象局先於凌晨3時10分發出黃色暴雨警告信號，隨後在凌晨4時25分改發紅色暴雨警告信號，截至當天上午6時錄得最高近80毫米雨量。上午7時55分，氣象局改發黃色暴雨警告信號，又預計當天日間大部分時間將會出現持續驟雨，間中雨勢仍較大，部分路面及低窪地區可能會出現水浸。由於受到香港嚴重暴雨天氣影響，海事及水務局表示部分澳門往來香港的海上客運航班受影響而部分取消，呼籲市民留意該局網站、App及船公司最新的航班資訊，亦可向各船公司查詢具體的班次詳情和票務安排，提前做好出行準備，避免行程受到影響。經濟及科技發展局提醒位處低窪地區的商戶，做好防浸措施，使用防洪門閘板及其他防洪設施，以免造成貨物及設備損失。

### 日本
當地發布之最高風力警報：强风注意警报
9月2日，全日空、日本航空、日本越洋航空等已陸續取消49个航班，至少影響約2900人。沖繩旅客船協會指出，連結石垣島與周邊離島的170船班受颱風影響取消。當地政府也呼籲民眾，應避免非必要的外出。

## 熱帶氣旋警告使用紀錄

### 臺灣
| 交通部中央氣象局 颱風警報 | 交通部中央氣象局 颱風警報 | 交通部中央氣象局 颱風警報 |
| ------------------------- | ------------------------- | ------------------------- |
| 上一熱帶氣旋              | 海上颱風警報              | 下一熱帶氣旋              |
| 強烈颱風蘇拉              | 海上颱風警報              | 中度颱風小犬              |
| 強烈颱風蘇拉              | 陸上颱風警報              | 中度颱風小犬              |

### 中國大陸
| 国家气象中心 颱風預警信號 | 国家气象中心 颱風預警信號 | 国家气象中心 颱風預警信號 |
| ------------------------- | ------------------------- | ------------------------- |
| 上一熱帶氣旋              | 颱風藍色預警信號          | 下一熱帶氣旋              |
| 超強颱風蘇拉              | 颱風藍色預警信號          | 超強颱風小犬              |
| 超強颱風蘇拉              | 颱風黃色預警信號          | 超強颱風小犬              |
| 超強颱風蘇拉              | 颱風紅色預警信號          | 超強颱風格美              |

### 菲律賓
| 菲律賓大氣地球物理和天文服務管理局 風暴信號 | 菲律賓大氣地球物理和天文服務管理局 風暴信號 | 菲律賓大氣地球物理和天文服務管理局 風暴信號 |
| ------------------------------------------- | ------------------------------------------- | ------------------------------------------- |
| 上一熱帶氣旋                                | 一號風暴信號                                | 下一熱帶氣旋                                |
| 超強颱風蘇拉                                | 一號風暴信號                                | 颱風小犬                                    |

### 香港
| 香港天文台 熱帶氣旋警告信號 | 香港天文台 熱帶氣旋警告信號 | 香港天文台 熱帶氣旋警告信號 |
| --------------------------- | --------------------------- | --------------------------- |
| 上一熱帶氣旋                | 一號戒備信號                | 下一熱帶氣旋                |
| 超強颱風蘇拉                | 一號戒備信號                | 強颱風小犬                  |

### 澳門
| 地球物理暨氣象局 熱帶氣旋信號 | 地球物理暨氣象局 熱帶氣旋信號 | 地球物理暨氣象局 熱帶氣旋信號 |
| ----------------------------- | ----------------------------- | ----------------------------- |
| 上一熱帶氣旋                  | 一號風球                      | 下一熱帶氣旋                  |
| 超強颱風蘇拉                  | 一號風球                      | 超強颱風小犬                  |

## 外部連結
| 太平洋颱風季             |
| 主題頁 - 專題 - 編輯指南 |

- （日語）日本氣象廳首頁 （页面存档备份，存于）
- （英文）聯合颱風警報中心首頁 （页面存档备份，存于）
- （简体中文）中國國家氣象中心首頁 （页面存档备份，存于）
- （繁體中文）臺灣中央氣象局首頁 （页面存档备份，存于）
- （繁體中文）香港天文台首頁 （页面存档备份，存于）
- （繁體中文）澳門地球物理暨氣象局首頁 （页面存档备份，存于）
- （英文）菲律賓大氣地球物理和天文管理局 惡劣天氣公告 （页面存档备份，存于）
- （泰文）泰國氣象局首頁 （页面存档备份，存于）

1. ↑   (PDF).